# Сергій Фединяк
Сергій Фединяк (хресне ім'я Степан; 26 серпня 1908, Бушковичі — 20 жовтня 1985, Гемтремк) — український церковний діяч, священник УГКЦ, василіянин, доктор філософії і східних церковних наук, письменник, перекладач творів святого Василія Великого, педагог.

## Життєпис
Народився 26 серпня 1908 року в с. Бушковичі (нині Перемишльський повіт, Підкарпатського воєводства, Польща) в сім'ї Григорія Фединяка і його дружини Пелагії з дому Шумелда. 20 грудня 1926 року вступив до Василіянського Чину на новіціят у Крехівський монастир. Перші обіти склав 29 січня 1928 року, а вічні — 22 грудня 1932 року. Навчався у василіянських студійних монастирях: в Крехові (І-й рік гуманістики), Лаврові (ІІ-й рік гуманістики і рік риторики в 1929–1930), Добромилі (два роки філософії в 1930–1932). У 1932–1933 роках був учителем церемоній, співу, грецької і латинської мов на новіціяті в Крехові. Богослов'я вивчав у Кристинополі (1933–1935) і Жовкві (1935–1936). 21 травня 1936 року отримав священничі свячення з рук єпископа Перемишльського Йосафата Коциловського.
Після свячень рік перебував у Кристинополі сотрудником на парафії і провідником Апостольства Молитви, а потім — соцієм магістра новіціяту в Крехові (1937–1939). На початку Другої світової війни виїхав до Німеччини, де у Мюнхені вивчав церковне право і педагогіку (1939–1940), опісля переїхав до Праги — там в Українському вільному університету вивчав філософію і в 1942 році захистив докторську дисертацію «Поняття держави в Платона і Арістотеля». У лютому 1943 року повернувся до Галичини і став сотрудником на парафії при василіянському монастирі Пресвятої Тройці в Дрогобичі. У 1944 році знову подався на Захід. За рік здобув бакалаврат зі східних церковних наук у Папському східному інституті в Римі. З 1947 році — в Канаді, професор для василіянських студентів у Мандері, потім у Глен-Кові (США). У 1951 році був магістром новіціяу в м. Давсон, потім душпастирем у Бінгемптоні та парохом у Бабилоні, штат Нью-Йорк (1952–1954). У 1954–1962 роках проживав у монастирі Христа Царя при Генеральній Курії в Римі. Упродовж 1954–1957 років вчився в Папському східному інституті, де 28 лютого 1957 року захистив докторат зі східних церковних наук в ділянці маріології («Mariologia apud Patres Cappadoces»). У 1954—1955 роках також був віце-ректором Української папської колегії святого Йосафата. Належав до біблійної комісії ченців-василіян для опрацювання перекладу Святого Письма о. Івана Хоменка.
З 1962 року — в США. Духовних семінарії святого Йосафата у Вашингтоні (1963–1964), професор і духовник у Глен-Кові (1964–1966), сотрудник у Воррені і парох у Флінті (1966–1967), сотрудник у Нью-Йорку в храмі святого Юра (1968–1969), від 11 липня 1970 року в м. Гемтремк.
Помер 20 жовтня 1985 року в Гемтремку. Похований 23 жовтня 1985 року на українському католицькому цвинтарі Святого Духа у Кампбелл-Голл (Гемптонбурґ, округ Оранж, штат Нью-Йорк).

## Твори
Був знавцем життя і творів святого Василія Великого. Здійснив переклади на українську мову найважливіших його творів та творів інших східних отців. Здійснив паломництва до Каппадокії, батьківщини святого Василія та на гору Афон і написав окремі спогади про цю подорож.

### Переклади
- Григорій з Назіянзу. Велич Святого Василія Великого [Архівовано 21 жовтня 2020 у Wayback Machine.] / перекл. о. Сергій Фединяк, ЧСВВ. — Рим 1951. — Вид. 2-е. — Жовква: «Місіонер», 2006.
- Науки св. Василія Великого для народу / перекл. о. Сергій Фединяк, ЧСВВ. — Ґлен Ков 1954.
- Вибрані листи св. Василія Великого [Архівовано 20 жовтня 2020 у Wayback Machine.] / перекл. о. С. Фединяка. — Нью-Йорк 1964.
- Святий Григорій Ніссійський. Життя святої Макрини сестри святого Василія Великого / перекл. о. Сергій Фединяк, ЧСВВ. — Нью-Йорк 1969.
- Святий Василій Великий. Гомілії на псалми / перекл. Сергій Фединяк, ЧСВВ. — Нью-Йорк 1979. — Вид. 2-е. — Жовква: «Місіонер», 2009.

### Інші публікації
- «Першенство Папи і Святі Отці [Архівовано 23 жовтня 2020 у Wayback Machine.]» (Нью-Йорк 1953),
- «Через Кападокію і Понт [Архівовано 19 жовтня 2020 у Wayback Machine.]» (Рим 1957),
- «Mariologia apud Patres Orientales (Basilius M., Gregorius Naz., Gregorius Nys.)» (Рим 1958),
- «Чернеча гора Афон: спогади» (Прудентопіль 1958),
- «Соціяльна праця св. Василія Великого» (Детройт 1973),
- «Тисяча шестисотрічний (1600-річний) Ювілей св. Василія Великого» (Йорктон 1977).